# Permutation City
Permutation City è un romanzo di fantascienza di Greg Egan del 1994, vincitore del premio John Wood Campbell Memorial nel 1995 e candidato al premio Philip K. Dick nello stesso anno.
Esplora numerosi concetti, tra i quali l'ontologia quantica, attraverso vari aspetti di vita artificiale e realtà simulata. Alcune sezioni della storia sono state adattate dal racconto di Egan del 1992 Dust che trattava di molti di questi temi filosofici.

## Trama
Nel ventunesimo secolo la tecnologia offre la possibilità di scansionare il cervello e di simularlo sui computer, permettendo alla Copia di vivere all'interno di una realtà virtuale.

## Influenza culturale
Nel 2003 il romanzo è stato citato nell'articolo Universi Paralleli di Max Tegmark pubblicato sul numero di giugno di Le Scienze (numero di maggio per la versione inglese Scientific American).

## Edizioni
Il romanzo è stato pubblicato in Italia nel 1998 da Shake edizioni.